# Comocladia dodonaea
Comocladia dodonaea là một loài thực vật có hoa trong họ Đào lộn hột. Loài này được (L.) Britton mô tả khoa học đầu tiên năm 1910.

## Hình ảnh

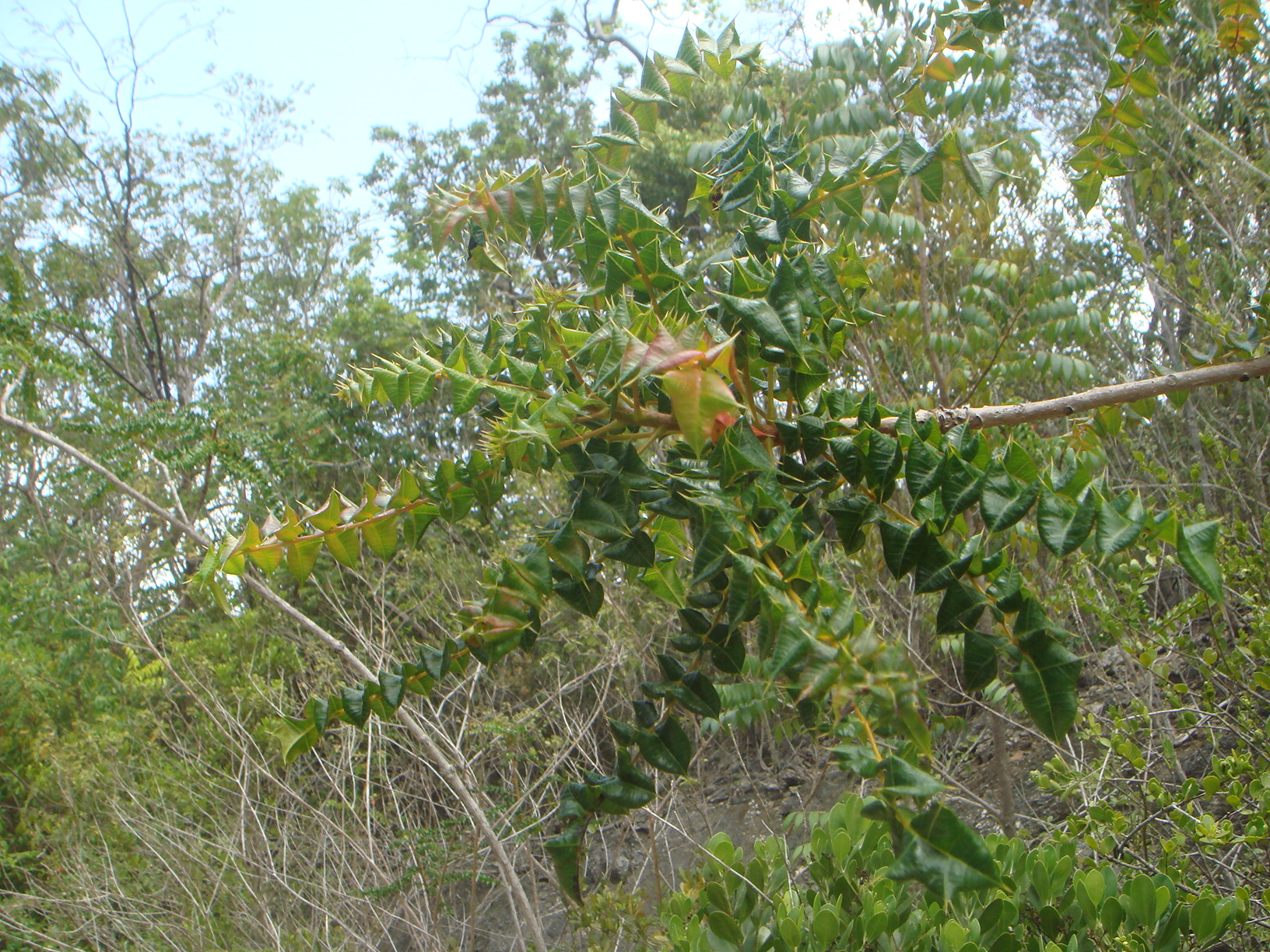
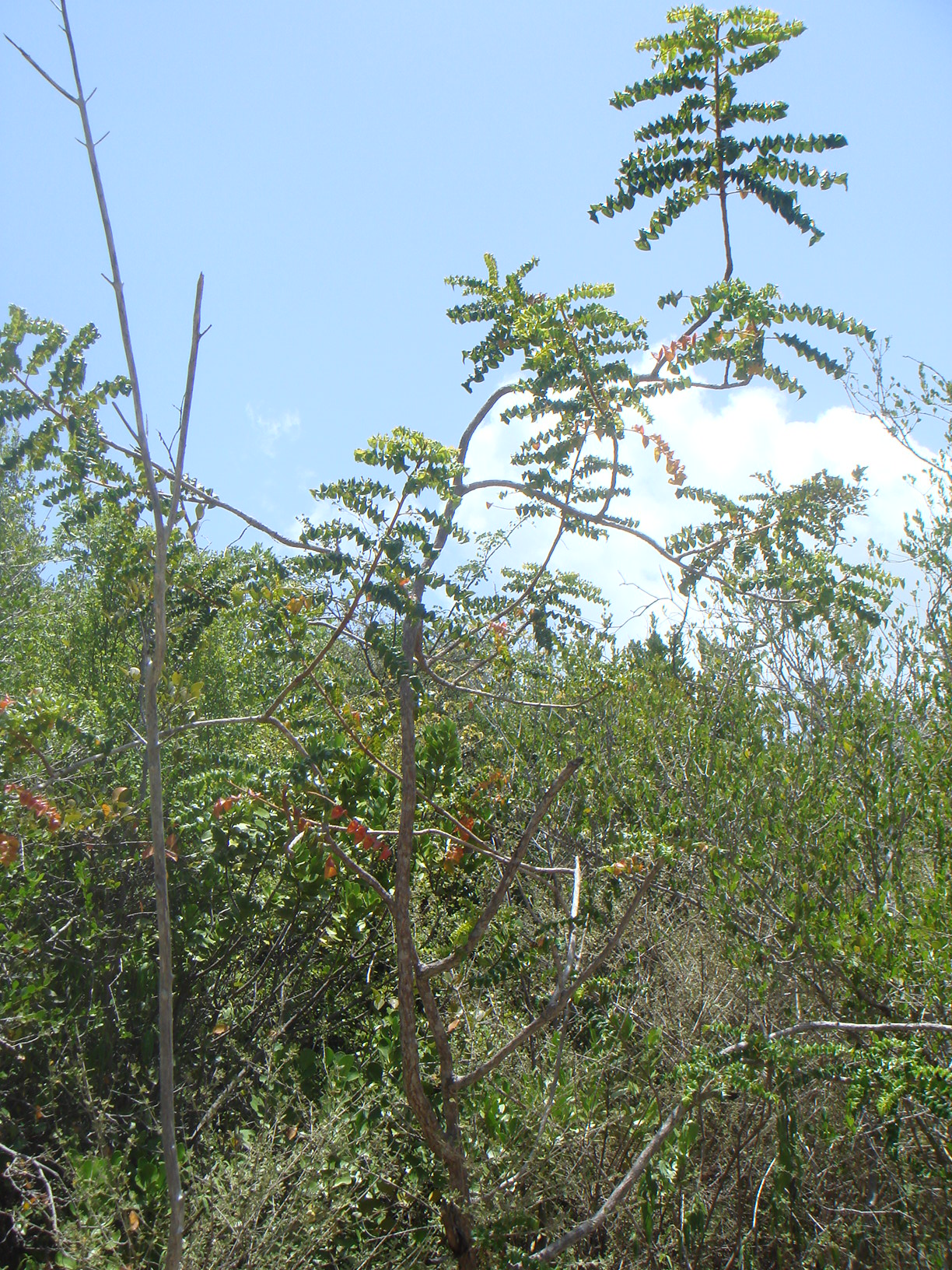
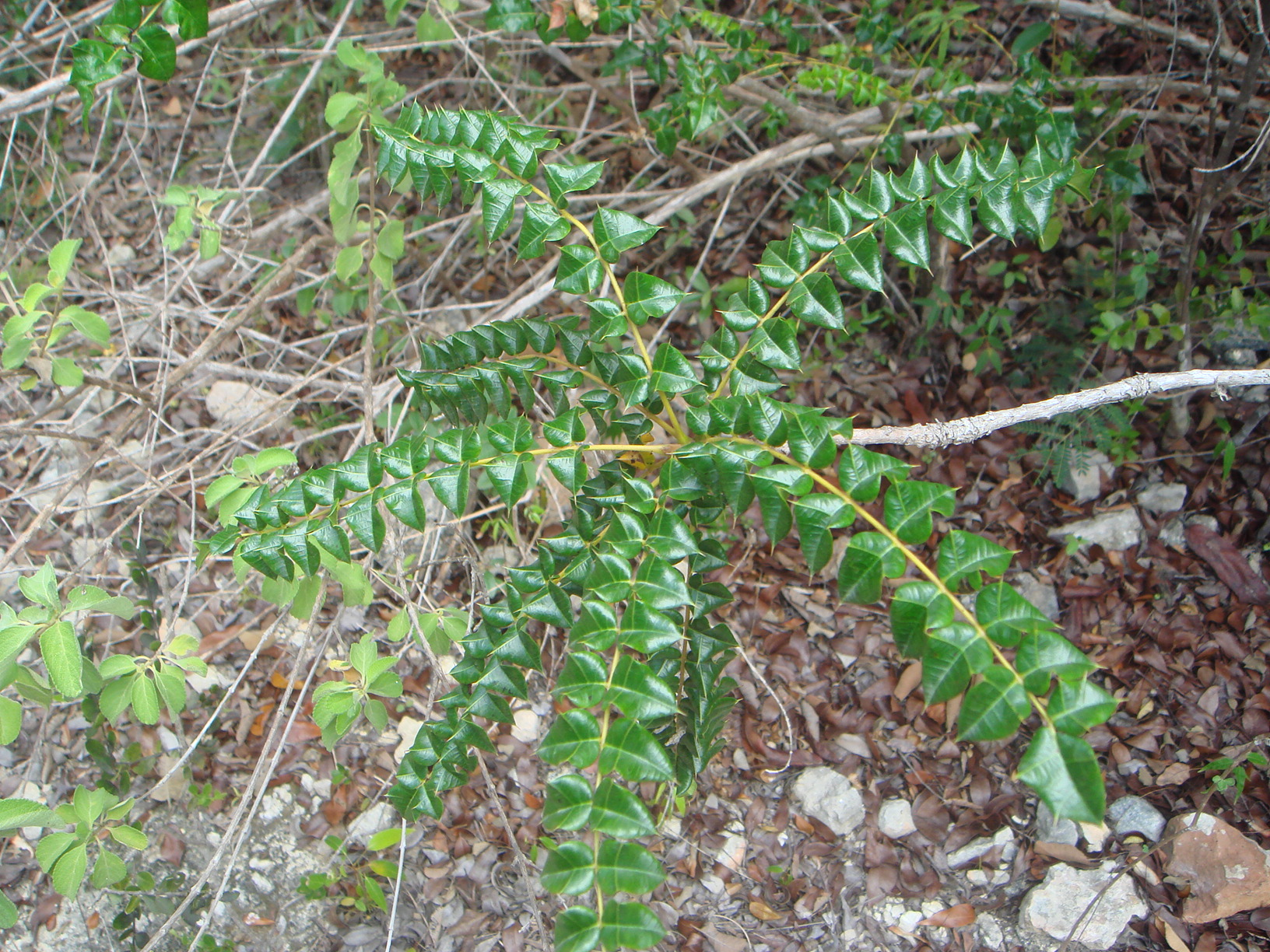